# Czarna Sotnia

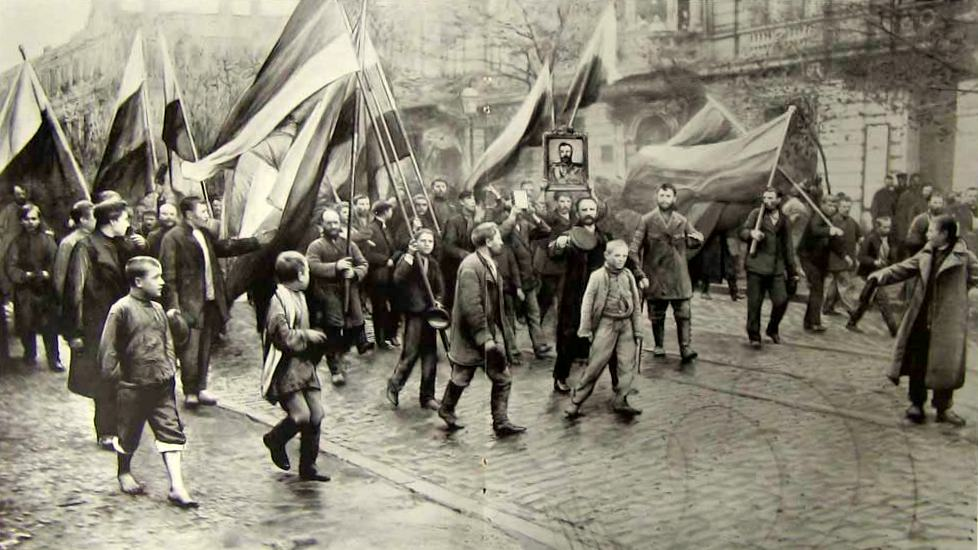
Czarnosecinna demonstracja poparcia dla cara Mikołaja II w Odessie, październik 1905

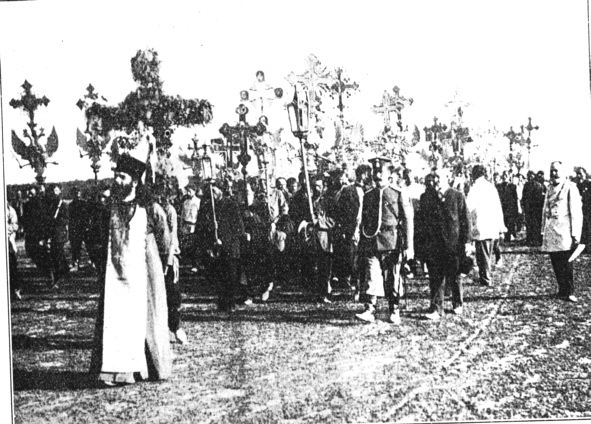
Religijna procesja organizowana przez Czarną Sotnię, 1907

Czarna Sotnia (ros. Чёрная сотня) – rosyjski ruch polityczny, który ukształtował się na początku XX wieku w Imperium Rosyjskim w okresie rewolucji 1905 roku. Ruch ten odwoływał się do idei radykalnie nacjonalistycznych i konserwatywnych. Czarnosecińcy byli zwolennikami idei samowładztwa carskiego, występowali przeciwko jakimkolwiek zmianom w ustroju Imperium Rosyjskiego, opowiadali się za rusyfikacją wszystkich narodowości zamieszkujących Imperium, szerzeniem prawosławia oraz prezentowali postawy ksenofobiczne.
Najważniejsze organizacje czarnosecinne to: Związek Narodu Rosyjskiego (najsilniejsza), Rosyjska Partia Monarchistyczna i Związek św. Michała Archanioła.
Początkowo pojęcie czarna sotnia (lub w liczbie mnogiej, czarne sotnie), ukute przez rosyjską prasę liberalną, oznaczało jedynie bojówki związane z wymienionymi wyżej organizacjami, dokonujące pogromów Żydów w Imperium Rosyjskim. Z czasem zaczęło ono obejmować całość ruchu i było używane w tym znaczeniu także przez samych jego działaczy. Posługując się nim, odwoływali się do terminu znanego z XII-wiecznych latopisów, gdzie „czarna sotnia” była synonimem czarnoziemu, ziemi dającej chleb, a pracujących na niej „czarnych ludzi” przedstawiano jako obrońców caratu, uczestników pospolitego ruszenia przeciwko wrogom kraju. 
Termin Czarna sotnia jako kolokwializm bywa stosowana jako synonim ruchów i bojówek skrajnie prawicowych, faszystowskich i antysemickich w Europie (np. przez Michała Soskę).

## Ideologia Czarnej Sotni
Organizacje czarnosecinne łączyła skrajnie nacjonalistyczna, rosyjska (wielkoruska) ideologia. W polityce opowiadały się one za zachowaniem systemu absolutyzmu carskiego, odmawiając legalności Dumie i zgadzając się co najwyżej na funkcjonowanie soboru ziemskiego jako ciała doradczego. Czarna Sotnia podkreślała oddanie Rosyjskiemu Kościołowi Prawosławnemu i „Rosji jednej i niepodzielnej”. Związek Narodu Rosyjskiego domagał się także zachowania obszcziny na wsi, ustanowienia ubezpieczeń społecznych i skrócenia dnia pracy dla robotników, utworzenia państwowego sektora bankowego, powszechnego obowiązku szkolnego. Aktywnie zwalczała ruch socjalistyczny i liberalny, ruchy separatystyczne i niepodległościowe narodów Imperium Rosyjskiego, a także masonerię. Czarna Sotnia uznawała Ukraińców i Białorusinów za część wielkiego narodu rosyjskiego, w myśl idei „Świętej Rusi” i trójjedynego narodu rosyjskiego. 
Czarna Sotnia była ruchem antysemickim. Jej działacze obarczali Żydów odpowiedzialnością za konflikty społeczne, uważając ich za głównych i najaktywniejszych wrogów Rosji i samodzierżawia. Popierali pogromy, domagali się wydania Żydom zakazu nauki w szkołach publicznych i zakładania własnych szkół, utrzymania zakazu osiedlania się poza tzw. strefą osiedlenia, zakazu zatrudnienia Żydów w administracji, szkolnictwie, farmacji, medycynie, księgarstwie i prasie, służby w armii, czy nawet wysiedlenia ich do Palestyny.
Nicholas V. Riasanovsky określa ideologię Czarnej Sotni jako protofaszystowską. Andrzej Andrusiewicz pisze, że twórcy pierwszych organizacji czarnosecinnych zrzeszali się w celu obrony panującego porządku prawnego (samodzierżawia) i twierdzi, że hasła głoszone przez nie miały szowinistyczny charakter.

## Historia

### Powstanie i rozwój organizacji czarnosecinnych
Skrajnie nacjonalistyczne i konserwatywne organizacje zaczęły na szeroką skalę powstawać w Rosji na przełomie lat 1905 i 1906, po ogłoszeniu przez Mikołaja II manifestu październikowego. Środowiska konserwatywne przyjęły jego ogłoszenie nieprzychylnie. W październiku 1905 swoją działalność rozpoczął zarejestrowany kilka miesięcy wcześniej Związek Narodu Rosyjskiego, którego przywódcami byli Aleksandr Dubrowin, Władimir Puryszkiewicz i Nikołaj Markow, jego utworzenie zainspirował Arseniusz, ihumen monasteru Zmartwychwstania Pańskiego w eparchii nowogrodzkiej, a głównym fundatorem był kupiec Iwan Baranow. Związek był popierany przez cara i współfinansowany przez niego. 4 czerwca 1907 Mikołaj II depeszował do Dubrowina:

Jestem przekonany, że obecnie wszyscy prawdziwie rdzenni i wierni Rosjanie, synowie bezgranicznie ukochanej ojczyzny, zespolą się jeszcze bardziej i pomnażając stale swe szeregi dopomogą mi w osiągnięciu pokojowej odnowy naszej świętej i wielkiej Rosji i udoskonalenia bytu jej wielkiego narodu. Niechaj więc Związek Narodu Rosyjskiego będzie mi niezawodną podporą, święcąc wszystkim i w każdych okolicznościach przykładem praworządności porządku

Według Andrzeja Andrusiewicza korzeni Czarnej Sotni należy jednak doszukiwać się w czasach Aleksandra III, gdy promonarchistyczna szlachta, wojskowi, duchowni, urzędnicy i inteligenci popierający samodzierżawie postanowili utworzyć organizacje, także paramilitarne, które mogłyby toczyć czynną walkę z narodowolcami i innymi grupami rewolucyjnymi, posługującymi się terrorem indywidualnym. Za prekursora organizacji uznać można założoną w 1881 r. Świętą Drużynę. Kolejnym krokiem na rzecz konsolidowania sił monarchistycznych było utworzenie w 1901 r. przez konserwatywnych polityków, duchownych i artystów Rosyjskiego Zgromadzenia. Organizacja ta w momencie powstania liczyła 120 osób, ale do 1903 r. rozrosła się do 1600.
Po rozwiązaniu II Dumy w Związku Narodu Rosyjskiego doszło do rozłamu, po którym Władimir Puryszkiewicz powołał do życia Związek św. Michała Archanioła. Organizacje nacjonalistyczne powstawały także na prowincji; część z nich szybko zakończyła działalność, inne dołączały do Związku Narodu Rosyjskiego jako lokalne oddziały. Najważniejszymi z nich były Biały Sztandar z Niżnego Nowogrodu, Tambowski Związek Rosjan, Związek Prawosławnych Rosjan w guberni włodzimierskiej, Bractwo Ruskie w Kijowie. W 1907 r. powstała ogólnokrajowa monarchistyczna organizacja kobieca - Związek Kobiet Rosyjskich. W kwietniu 1905 r. w Moskwie utworzona została Rosyjska Partia Monarchistyczna.
Jak twierdzi Bazylow, działalność organizacji czarnosecinnych przyczyniała się do tworzenia w Rosji końca pierwszej dekady XX wieku atmosfery szowinizmu, nienawiści do narodów innych niż rosyjskich i wyznań innych niż prawosławne. Jak pisał ten sam autor

Najgorsze i najtragiczniejsze było ciągłe, nieustanne podtrzymywanie atmosfery zaciekłej i bezwzględnej nienawiści, ciągłe odgrażanie się niemal wszystkim nie-Rosjanom i nieprawosławnym, potworne inwektywy podczas różnych zgromadzeń i na łamach czarnosecińskich organów.

 Według Hellera, organizacje skrajnie prawicowe rozpętały w Rosji terror. Chronologicznie nastąpił on jednak po trzech dekadach stałego posługiwania się metodami terrorystycznymi przez przeciwników caratu (m.in. Narodnaja Wola). W listopadzie 1908 w Kazaniu na tzw. zjeździe patriotycznym ogłoszono idee liberalizmu przyczyną wybuchu rewolucji 1905 roku, zaś ich propagowanie - metodą, za pomocą której wrogowie Rosji usiłują ją opanować. Zjazd z jesieni 1909 (w Moskwie) ogłosił wrogami kraju nie tylko socjaldemokratów i kadetów, ale i oktiabrystów. Mikołaj II niekiedy krytykował szczególnie agresywne działania czarnosecińców i nigdy oficjalnie nie poparł żadnego antysemickiego wystąpienia, jednak stawał w obronie aresztowanych działaczy skrajnych organizacji monarchistycznych.
Zwolennicy Czarnej Sotni rekrutowali się przede wszystkim spośród ziemiaństwa, duchowieństwa, zamożniejszych chłopów oraz niższej miejskiej klasy średniej, jak również konserwatywnej inteligencji. Do Związku Narodu Rosyjskiego szczególnie chętnie przystępowali przemysłowcy i kupcy. Rosyjskie organizacje nacjonalistyczne nigdy nie uzyskały masowej bazy społecznej. Ich działacze przyznawali przy tym, że część aktywistów wstępowała do organizacji czarnosecinnych w nadziei na karierę. Związek Narodu Rosyjskiego najlepiej zorganizowany był i najwięcej zwolenników znalazł w guberniach ukraińskich. Według Andrusiewicza Czarna Sotnia stała się pierwszą siłą polityczną, przyciągającą arystokratów, generałów, wysokich hierarchów cerkiewnych, wybitnych twórców. Związek Narodu Rosyjskiego doszedł do liczby miliona członków i miliona zwolenników. Otrzymywał on w sekrecie dotacje od tajnej policji .
W latach 1908–1912 Związek św. Michała Archanioła wydał dziesięciotomową Księgę żałoby rosyjskiej, w której zawarto życiorysy ofiar terroru rewolucyjnego ostatnich lat z komentarzami opisującymi ogólną sytuację w Rosji jako czas buntu prowadzącego do upadku Świętej Rusi.
Po roku 1908 aktywność organizacji Czarnej Sotni spadła, jednak nie ustała zupełnie. Nadal działała szowinistyczna prasa, atakując mniejszości narodowe w Rosji, oskarżając je o chęć obalenia państwa rosyjskiego i wzywając do ich rusyfikacji. Atakowano również rosyjskich liberałów i inteligencję. Przedstawiane tezy uzasadniano argumentami odnoszącymi się do historii Rosji oraz do polityki bieżącej (w ocenie Bazylowa - nierzetelnymi). 
Organizacje czarnosecinne zostały oficjalnie zdelegalizowane po rewolucji lutowej w 1917 r. Po rewolucji październikowej i wybuchu wojny domowej dawni czarnosecińcy udali się na emigrację lub walczyli po stronie białych, wykazując się niekiedy wyjątkowym okrucieństwem. Aresztowani przez bolszewików działacze byli skazywani na śmierć.

### Organizacje nacjonalistyczne w Dumie
Reprezentacja skrajnych nacjonalistów w Dumie (kolejnych kadencji) była niewielka (kilkudziesięcioosobowa frakcja na prawicy). W ocenie Bazylowa utożsamiani z tą ideologią deputowani (Puryszkiewicz, Markow, Gieorgij Zamysłowski) słynęli z ekscentrycznego i butnego zachowania, skrajnie szowinistycznych wystąpień. Nie mieli przy tym skoordynowanego programu, a skład frakcji ulegał wahaniom.

### Rosyjski Kościół Prawosławny a Czarna Sotnia

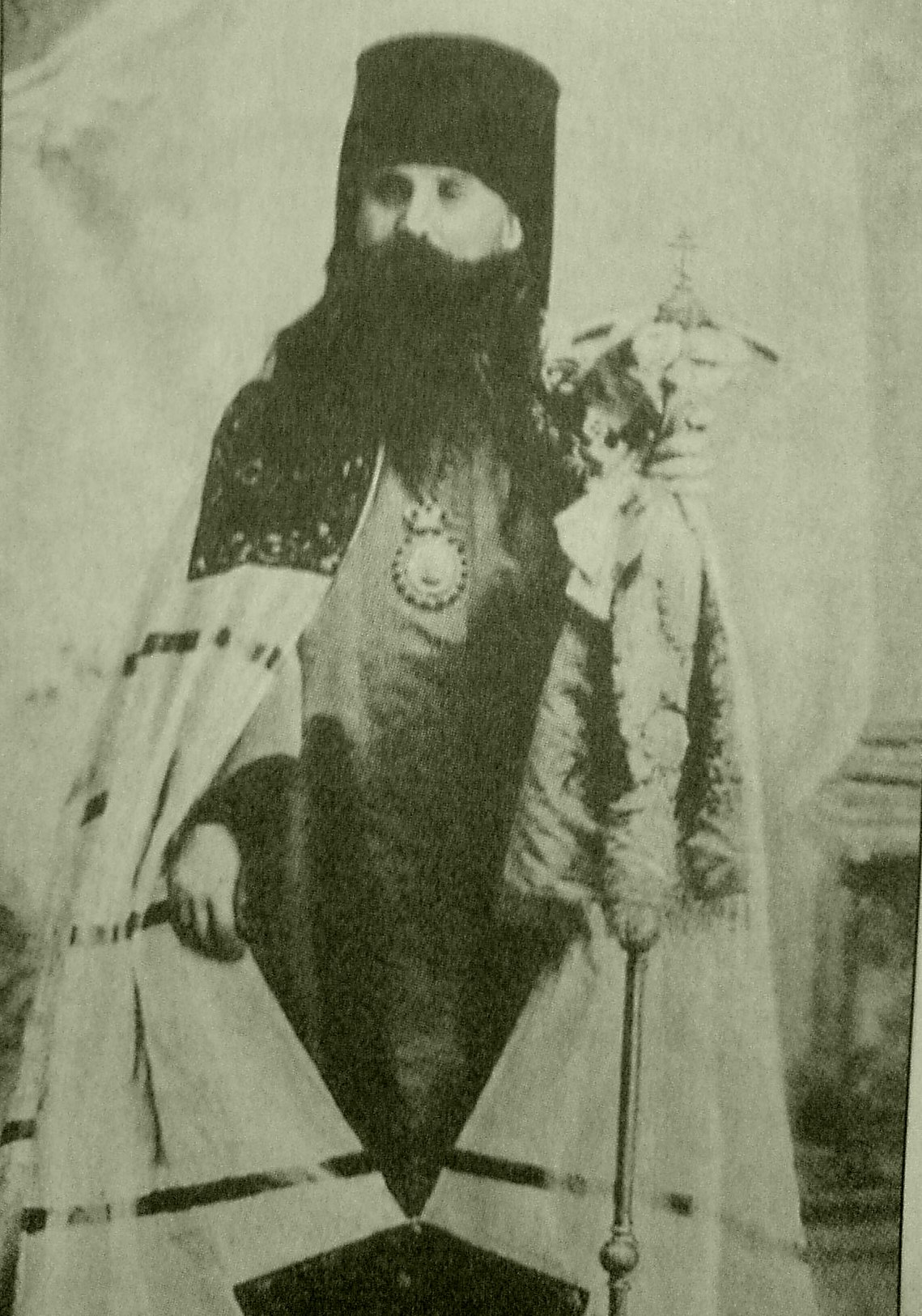
Antoni (Chrapowicki), arcybiskup wołyński i żytomierski, jeden z hierarchów prawosławnych najbardziej zaangażowanych w popieranie Czarnej Sotni

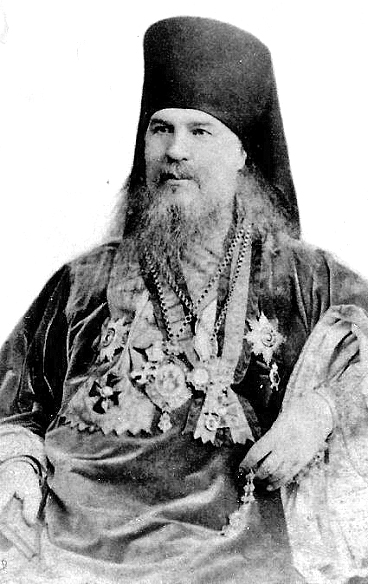
Metropolita petersburski i ładoski Pitirim działał w Związku Narodu Rosyjskiego

Konserwatywni hierarchowie Rosyjskiego Kościoła Prawosławnego uznali wydany w 1905 ukaz o częściowej tolerancji religijnej (umożliwiający legalną konwersję z prawosławia na inne wyznanie chrześcijańskie) za drogę prowadzącą do szerzenia katolicyzmu w Rosji. Z organizacjami czarnosecinnymi związany był szereg hierarchów i duchownych Rosyjskiego Kościoła Prawosławnego. Spośród biskupów do Związku Narodu Rosyjskiego należeli m.in. Agatangel (Prieobrażenski), Aleksy (Simanski), Anatol (Kamienski), Andronik (Nikolski), Dionizy (Sosnowski), Dionizy (Waledyński), Efrem (Kuzniecow), Eulogiusz (Gieorgijewski), Hermogen (Dołganiow), Innocenty (Jastriebow), Makary (Niewski), Mitrofan (Krasnopolski), Paweł (Galkowski), Serafin (Cziczagow), Serafin (Gołubiatnikow). Biskup Makary (Gniewuszew) był jednym z liderów Rosyjskiego Związku Monarchistycznego. Spośród białego duchowieństwa honorowym członkiem Związku Narodu Rosyjskiego był Jan Kronsztadzki, zaś współzałożycielem tejże organizacji - Joann Wostorgow.
Szczególnie zaangażowane w ruch nacjonalistyczny było duchowieństwo prawosławne działające na zachodnich ziemiach Imperium Rosyjskiego (ziemie zagarnięte w czasie trzech rozbiorów Polski). Konwersje byłych wiernych unickiej diecezji chełmskiej, zmuszonych w 1875 do przyjęcia prawosławia, na katolicyzm obrządku łacińskiego, wywołały u prawosławnych kapłanów Chełmszczyzny, Wołynia i Podlasia poczucie zagrożenia. Na Wołyniu powstało 1000 lokalnych oddziałów Związku Narodu Rosyjskiego – w 300 duchowni prawosławni pełnili funkcje przewodniczących. Arcybiskup wołyński i żytomierski Antoni popierał taką postawę podległych mu kapłanów i sam głosił idee Czarnej Sotni. Szczególnym ośrodkiem skrajnego nacjonalizmu rosyjskiego stała się Ławra Poczajowska po objęciu godności jej namiestnika przez archimandrytę Witalisa (Maksimienkę), działacza Związku Narodu Rosyjskiego. Jak pisze Włodzimierz Osadczy:

Wydawnictwa ławry zamieniły się w bardzo agresywne, antysemickie, wrogie wszelkim "nierosyjskim" siłom pisma, zawzięcie zwalczające katolicyzm, mazepiństwo, zgniły Zachód itd. Rażąco niechrześcijański duch przesiąkający wydawnictwa Ławry zmuszał do dystansowania się od nich nawet wysokich hierarchów Cerkwi z "obozu patriotycznego"

Archimandryta Witalis regularnie jeździł do Petersburga i konsultował swoje poczynania z najwyższymi władzami kraju.
Stanowisko przeciwne w kwestii rosyjskiego ruchu monarchistyczno-nacjonalistycznego reprezentował metropolita petersburski i ładoski Antoni, sprawujący urząd w latach 1898–1912. Konsekwentnie opowiadał się on za nieangażowaniem się duchownych w żadnych organizacjach politycznych, sam odmówił udzielenia poparcia Związkowi Narodu Rosyjskiego. Podobne stanowisko reprezentował w czasie rewolucji 1905 i w latach następnych arcybiskup nowogrodzki Guriasz.

## Zbrodnie czarnosecińców

### Pogromy Żydów
18 października 1905 doszło do pierwszego pogromu zainspirowanego przez działaczy czarnosecinnych, zjawisko pogromów było jednak starsze niż organizacje monarchistyczne. Ataki na ludność żydowską łączyły się często z demonstracjami lojalności wobec cara. Czarnosecińcy dopuszczali się aktów wandalizmu, grabieży i morderstw w dzielnicach żydowskich.

### Ataki na działaczy ruchu robotniczego
Wszystkie organizacje czarnosecinne zawarły w swoich programach żądanie bezwzględnego zwalczania przez carat ruchów rewolucyjnych. Czarnosecińcy wielokrotnie atakowali manifestacje robotnicze i socjalistyczne. Ofiarami Czarnej Sotni padli m.in. działacze robotniczy Nikołaj Bauman i Fiodor Afanasjew.

### Ataki na polityków demokratycznych
Czarna Sotnia organizowała zamachy na osoby uznane za wrogów Rosji – w takich okolicznościach zginęli deputowani do dumy Grigorij Jollos, Michaił Herzenstein i Andriej Karawajew. Nie powiódł się natomiast zamach na Sergieja Wittego.